# VascoNonStop Live 2018
Il VascoNonStop Live 2018 è stato un tour del cantautore Vasco Rossi che si è svolto tra i mesi di maggio e giugno 2018 in 6 città italiane per un totale di 10 concerti.

## Il tour
Nel dicembre del 2017 vengono comunicate le date del tour, che vede il cantante impegnato negli stadi italiani per 10 date tra maggio e giugno 2018. La data zero del tour si è svolta (come avvenne nel 2016) allo Stadio Guido Teghil di Lignano Sabbiadoro il 27 maggio, dopo il soundcheck di due giorni prima.

## Le date
| Data              | Città              | Luogo                         | Spettatori |
| ----------------- | ------------------ | ----------------------------- | ---------- |
| 25 maggio 2018    | Lignano Sabbiadoro | Stadio Guido Teghil           | 8.000      |
| 27 maggio 2018    | Lignano Sabbiadoro | Stadio Guido Teghil           | 26.000     |
| 1 giugno 2018     | Torino             | Stadio Olimpico Grande Torino | 36.698     |
| 2 giugno 2018     | Torino             | Stadio Olimpico Grande Torino | 36.698     |
| 6 giugno 2018     | Padova             | Stadio Euganeo                | 43.200     |
| 7 giugno 2018     | Padova             | Stadio Euganeo                | 43.200     |
| 11 giugno 2018    | Roma               | Stadio Olimpico               | 61.123     |
| 12 giugno 2018    | Roma               | Stadio Olimpico               | 61.127     |
| 16 giugno 2018    | Bari               | Stadio San Nicola             | 49.123     |
| 17 giugno 2018    | Bari               | Stadio San Nicola             | 48.658     |
| 21 giugno 2018    | Messina            | Stadio San Filippo            | 40.000     |
| TOTALE SPETTATORI | TOTALE SPETTATORI  | TOTALE SPETTATORI             | 446.523    |

### Polemiche
Contemporaneamente all'inizio del tour sono iniziate le polemiche da parte di un nutrito gruppo di fan dell'artista, il quale chiede al cantante di variare la scaletta dei concerti, da troppi anni sempre molto simile.
Per buona parte della tournée il bassista Claudio Golinelli viene sostituito da Andrea Torresani, in quanto ha avuto un malore durante le prove a Lignano Sabbiadoro. È stato comunque presente per "Siamo Solo Noi" nell'ultima tappa.

#### Scaletta
1. Intro 2018
2. Cosa succede in città
3. Deviazioni
4. ‘Blasco’ Rossi
5. E adesso che tocca a me
6. Come nelle favole
7. Fegato, fegato spappolato
8. Medley rock: "Delusa / T’immagini / Mi piaci perché / Gioca con me / Stasera! / Sono ancora in coma / Rock’n’roll show"
9. Vivere non è facile
10. Sono innocente ma…
11. La fine del millennio
12. Ciao (versione strumentale 1978)
13. Interludio 2018
14. C’è chi dice no
15. Gli spari sopra
16. Stupido hotel
17. Siamo soli
18. Domenica lunatica
19. Il mondo che vorrei
20. Medley dance: "Brava / L’uomo più semplice /Ti prendo e ti porto via / Dimentichiamoci questa città"
21. Rewind
22. Un mondo migliore
23. Medley acustico: "Dillo alla luna / L’una per te / E…"
24. Un gran bel film
25. Senza parole
26. Vivere
27. Sally
28. Siamo solo noi
29. Vita spericolata
30. Canzone
31. Albachiara

Altri Brani
“Vivere” è stata eliminata dopo le prime date
Sottofondo di chiusura: Spanish Harlem di Ben e King

### Canzoni suonate
| ...Ma cosa vuoi che sia una canzone... (1978) | Ciao (strumentale)                                            |
| Non siamo mica gli americani! (1979)          | Albachiara - Fegato, fegato spappolato                        |
| Siamo solo noi (1981)                         | Brava* - Dimentichiamoci questa città* - Siamo solo noi       |
| Vado al massimo (1982)                        | Canzone - Sono ancora in coma*                                |
| Bollicine (1983)                              | Deviazioni - Mi piaci perché* - Vita spericolata              |
| Cosa succede in città (1985)                  | Cosa succede in città - T'immagini*                           |
| C'è chi dice no (1987)                        | Blasco Rossi - C'è chi dice no                                |
| Liberi liberi (1989)                          | "Stasera!"* - Dillo alla luna* - Domenica lunatica            |
| Gli spari sopra (1993)                        | Delusa* - Gli spari sopra - Vivere**                          |
| Nessun pericolo... per te (1996)              | Sally - un gran bel film                                      |
| Canzoni per me (1998)                         | L'una per te* - Rewind                                        |
| Stupido hotel (2001)                          | Siamo soli - Stupido hotel - Ti prendo e ti porto via*        |
| Tracks (2002)                                 | La fine del millennio - Senza parole                          |
| Buoni o cattivi (2004)                        | E...* - Rock n' roll show*                                    |
| Il mondo che vorrei (2008)                    | E adesso che tocca a me - Gioca con me* - Il mondo che vorrei |
| Vivere o niente (2011)                        | Vivere non è facile                                           |
| Sono innocente (2014)                         | L'uomo più semplice* - Sono innocente ma...                   |
| VascoNonStop (2016)                           | Come nelle favole - Un mondo migliore                         |

* Nei medley

** Solo fino alla data del 6 Giugno 2018 allo Stadio Euganeo di Padova